# Ангел в мифологии коми
Ангел — образ, позаимствованный из христианской мифологии, но всё же не получивший широкого распространения у народов коми. Согласно коми-зырянскому мифу, ангелы — это помощники бога Ена, которые были сотворены им из одного из двух яиц, снесённых его матерью-уткой. После построения земли и неба, Ен отправился жить на небо и взял ангелов с собой.